# 卢伊斯·弗德里科·莱洛伊尔
卢伊斯·弗德里科·莱洛伊尔（西班牙語：Luis Federico Leloir，法语名勒卢瓦尔，1906年9月6日—1987年12月2日），阿根廷籍法裔生物化學家。因研究了核苷酸糖及其在碳水化合物合成中的作用（複雜的醣類分解為簡單碳水化合物的過程）而獲1970年諾貝爾化學獎。
莱洛伊尔生于巴黎。毕业于布宜诺斯艾利斯大学。曾获巴黎大学、西班牙格拉纳达大学、阿根廷国立科尔多瓦大学名誉博士学位。1949年莱洛伊尔找到了一种糖核苷酸（今日已知的核苷酸糖约100种），即尿苷二磷酸葡萄糖。1953年分离出尿核苷二磷酸酯乙酰葡萄胺，1959年提出糖原生成机理，1960年提出淀粉生物合成机理，1964年从谷物中分离出腺嘌呤核苷酸，由于这些成就，莱洛伊尔于1970年获诺贝尔化学奖。